# محمد يوسف موسى
محمد يوسف موسى (1317 هـ / يونيو 1899 - 18 ربيع الأول 1383 هـ/ 8 أغسطس 1963)، فقيه مصري.

## الميلاد والنشأة
ولد محمد يوسف موسى في قرية ميت أبو علي التابعة لمركز الزقازيق بمحافظة الشرقية بمصر. حفظ القرآن وهو صغير، وكان نادرة في الحفظ والذكاء، يحفظ لوحا بمجرد كتابته، وبعد اثني عشر عاما من مولده أتم القرآن وبدأ في طلب العلم في رحاب الأزهر حتى نال العالمية وعين مدرسا بمعهد الزقازيق لثلاث سنوات، فصل بعدها لضعف بصره الذي سبب له مشاكل كثيرة جعلته يتجه إلى تعلم اللغة الفرنسية لتكون وسيلته لدراسة الحقوق والاشتغال بالمحاماة فيما بعد.
أكب محمد على دراسة الفرنسية وتفرغ لها حتى أتقنها ثم اشتغل بالمحاماة الشرعية متدربا ثم متمرسا ولامعا، وعندما انتهت مشيخة الأزهر إلى الشيخ محمد مصطفى المراغي عين بالأزهر تاركا المحاماة وبريقها وشهرتها مؤثرا التدريس والتعليم استجابة لميله الفطري وإيمانه بمكانة الأزهر الدينية والعلمية. ظل محمد بالأزهر ومعاهده حتى رقي مدرسا بكلية أصول الدين التي درس فيها الفلسفة والأخلاق بمنهج جديد لم يكن معروفا ولا مألوفا في الأزهر من قبل، وأخذ يكتب في المجالات العلمية، كما بدأ يترجم عن الفرنسية بعض الدراسات الخاصة بتاريخ الفلسفة في الشرق والغرب.

## التوجه إلى فرنسا
في 1357 هـ صيف 1938م سافر محمد يوسف إلى فرنسا للاتصال بأساتذة الفلسفة في جامعة باريس استعدادا للحصول على درجة الدكتوراه في الفلسفة، وهناك تعرف على المستشرق الفرنسي ماسينيون، واتفق معه على خطة الدراسة والبحث، وفي عام 1358 هـ/ 1939م عاد محمد يوسف من فرنسا لظروف الحرب العالمية الثانية والتي لم تحل بينه وبين المضي في دراسته الفلسفية، فاتصل بالشيخ مصطفى عبد الرازق وكان آنذاك أستاذا للفلسفة بكلية الآداب بجامعة فؤاد الأول (جامعة القاهرة حاليا)، وبعد أن انتهت الحرب العالمية الثانية نال محمد يوسف إجازة من الأزهر بدون مرتب وسافر على نفقته الخاصة، وبعد ثلاث سنوات من الدراسة والبحث حصل على درجة الدكتوراه من جامعة السوربون عن الدين والفلسفة في رأي ابن رشد وفلاسفة العصر الوسيط، بدرجة مشرف جدا وهي درجة لم يحصل عليها أزهري بعده إلا محمد عبد الله دراز؛ وبذلك يكون محمد يوسف موسى أول أزهري ينال هذه الدرجة العلمية الممتازة في ذلك الزمن الوجيز.
أثناء تواجده دارسا في فرنسا اختير موسى خبيرا في لجنة الميتافيزيقا بالمجمع اللغوي بالقاهرة، رشحه لها أستاذه ماسينيون، وظل بعد عودته من فرنسا يشارك في أعمال هذه اللجنة - التي سميت بعد ذلك لجنة الفلسفة - حتى آخر حياته. لم تنته صلة موسى بالبحث والدراسة بعد حصوله على الدكتوراه بل انتدبه الأزهر لقضاء شهرين في رحلة علمية بإسبانيا وبلاد المغرب العربي طلبا لنفائس التراث الإسلامي في الفلسفة والعلوم الإسلامية المختلفة.

## آثاره
تشهد آثار محمد يوسف العلمية على ثقافة جامعة، وأصالة فكرية، وعقلية تمقت الجمود والتقليد وتدعو إلى [الاجتهاد] والتجديد، ومن ذلك قوله: «إن علينا أن نذكر أولئك الجامدين من الذين يسمون أنفسهم فقهاء في هذه الأيام بأن رحمة الله واسعة تسع الناس جميعا في كل عصر، وبأن الله لا يخلي أمة في أي عصر من بعض ما يمكن أن يكونوا أئمة في التشريع باجتهادهم». بعد وفاته، ترك محمد يوسف موسى على مكتبه فتاوى وإجابات للشعوب الأفريقية الآسيوية أذيعت بعد وفاته.

## مؤلفاته
تنوعت كتابات موسى ومؤلفاته ومقالاته ما بين الأخلاق والشريعة وعلم الكلام والترجمة والتحقيق، ثم المؤلفات الإسلامية العامة. بعض هذه المؤلفات ترجم عن الفرنسية في الفلسفة والشريعة ومنها بحث في الفرنسية نشره عام 1415 هـ / 1995م بمجلة (لا ريفي دي كير) بالقاهرة في عدد خاص بذكرى ابن سينا، بالإضافة إلى رسالة الدكتوراه التي كتبت بالفرنسية ثم ترجمها بعد ذلك إلى العربية.
في الأخلاق له أربعة مؤلفات حول:
- مباحث في فلسفة الأخلاق،
- الأخلاق في الإسلام،
- فلسفة الأخلاق في الإسلام وصلاتها بالفلسفة الإغريقية،
- تاريخ الأخلاق.

في الفلسفة له أحد عشر مؤلفا في:
- القرآن والفلسفة،
- بين الدين والفلسفة في رأي ابن رشد
- فلاسفة العصور الوسطى،
- ابن رشد الفيلسوف،
- الدين والفلسفة معناهما ونشأتهما وعوامل التفرقة بينهما،
- بين رجال الدين والفلسفة،
- ابن سينا والأزهر.

في الشريعة ألف موسى عشرة مؤلفات دارت حول تاريخ الفقه الإسلامي ورجاله وأحكامه وأثره في الفقه الغربي. وفي الثقافة الإسلامية العامة كتب حول الإسلام وحاجة الإنسانية إليه، والإسلام والحياة، والإسلام والحكم. إضافة إلى ما سبق كتب موسى مقالات متنوعة وكثيرة في مجلات وصحف لها وزنها الثقافي والعلمي كالأزهر والرسالة والمسلمون والمجلة، وتنوعت هذه المقالات من حيث الموضوعات لكن كثيرا منها دار حول المخاطر التي تهدد الأمة، وكان بعضها نقدا لمؤلفات تاريخية أو أدبية أو في الدراسات الفقهية بوجه عام. وقد جمع موسى هذه المقالات في كتابه «الإسلام والحياة».